# Будапеща (улица в София)
„Будапеща“ със старо име „Тетевенска“ е централна улица в София. Носи името на унгарската столица Будапеща. Разпростира се между улица „Московска“ (на юг) и булевард „Сливница“ (на север). Пресича се с булевард „Княз Александър Дондуков“.

## Обекти
Под сгради на ул. „Будапеща“ се намират останките на амфитеатъра на Сердика.
На ул. „Будапеща“ или в нейния район са разположени следните обекти (от юг на север):
- Институти към БАН
- Посолство на Великобритания
- Гьоте Институт  (№1)
- Къщата на Георги Георгов (на ъгъла с бул. „Дондуков“)[2]
- Къщата на инж. Георги Савов (№7)
- Къщата на инж. Васил Силяновски (на ъгъла с ул. „Искър“ №18).[3]
- ЧПК
- Столична община, Дирекция „Транспорт“
- Областен диспансер за психични заболявания
- Читалище „Ц. Церковски“
- СПГ по туризъм